# Финаце (Біхор)
Финаце (рум. Fânațe) — село у повіті Біхор в Румунії. Входить до складу комуни Кимпань.
Село розташоване на відстані 360 км на північний захід від Бухареста, 78 км на південний схід від Ораді, 86 км на захід від Клуж-Напоки, 130 км на північний схід від Тімішоари.

## Населення
За даними перепису населення 2002 року у селі проживали 692 особи.
Національний склад населення села:
| Національність | Кількість осіб | Відсоток |
| -------------- | -------------- | -------- |
| румуни         | 684            | 98,8%    |
| цигани         | 8              | 1,2%     |

Рідною мовою назвали:
| Мова      | Кількість осіб | Відсоток |
| --------- | -------------- | -------- |
| румунська | 684            | 98,8%    |
| циганська | 8              | 1,2%     |